# Los Angeles Sol
Los Angeles Sol foi um clube de futebol dos Estados Unidos localizado em Los Angeles.
Em 12 de janeiro de 2009, durante a coletiva de imprensa que antecedeu a premiação dos melhores jogadores do mundo de 2008, Marta, eleita pela terceira vez melhor jogadora do mundo, anunciou a sua transferência para o clube.

## Elenco final
- Atualizado em 7 de outubro de 2012[2]

## Encerramento
O Los Angeles Sol, que com Marta chegou ao vice-campeonato em 2009 da liga de futebol feminino dos Estados Unidos, a WPS, anunciou o encerramento de suas atividades. Proprietários da franquia negociavam sua venda, mas a tentativa foi fracassada.
| “ | Trabalhamos arduamente no último mês para completar a transação. No fim, ficamos sem tempo hábil para obter fundos suficientes para manter o Sol | ” |